# Madeleine Alberta Fritz
Pour les articles homonymes, voir Fritz.
 (octobre 2023).
Si vous disposez d'ouvrages ou d'articles de référence ou si vous connaissez des sites web de qualité traitant du thème abordé ici, merci de compléter l'article en donnant les références utiles à sa vérifiabilité et en les liant à la section « Notes et références ».
Madeleine Alberta Fritz (née le 3 novembre 1896 dans la Province de Nouveau-Brunswick et morte le 20 août 1990) est une paléontologue canadienne connue pour l'étude des Bryozoaires ordoviciens et pour ses ouvrages de paléontologie et de stratigraphie de Toronto, qui sont devenus des références en la matière. Fritz est la deuxième femme à devenir membre de la Société royale du Canada,.